# 托馬斯縣 (堪薩斯州)
托馬斯縣（英語：Thomas County，縮寫TH）是美国堪薩斯州西北部的一個縣，面積2,784平方公里。根据2020年美國人口普查，共有人口7,930人。縣治科爾比（Colby）。該縣成立於1873年3月6日，1885年10月8日縣政府成立；縣名紀念生於弗吉尼亚州，但在南北战争中仍然效忠於聯邦的喬治·亨利·湯瑪斯將軍。